# Somatogyrus parvulus
Somatogyrus parvulus är en snäckart som beskrevs av Tryon 1865. Somatogyrus parvulus ingår i släktet Somatogyrus och familjen tusensnäckor. IUCN kategoriserar arten globalt som otillräckligt studerad. Inga underarter finns listade i Catalogue of Life.